# Apa Sherpa
Lhakpa Tenzing Sherpa meglio conosciuto come Apa Sherpa (Thame, 20 gennaio 1960) è un alpinista nepalese di etnia sherpa.
Portatore d'alta quota, è uno dei tre uomini (gli altri sono Phurba Tashi e Kami Rita Sherpa) che ha raggiunto più volte la cima dell'Everest, per ben ventuno volte, tra il 1990 e il 2011.

## Biografia

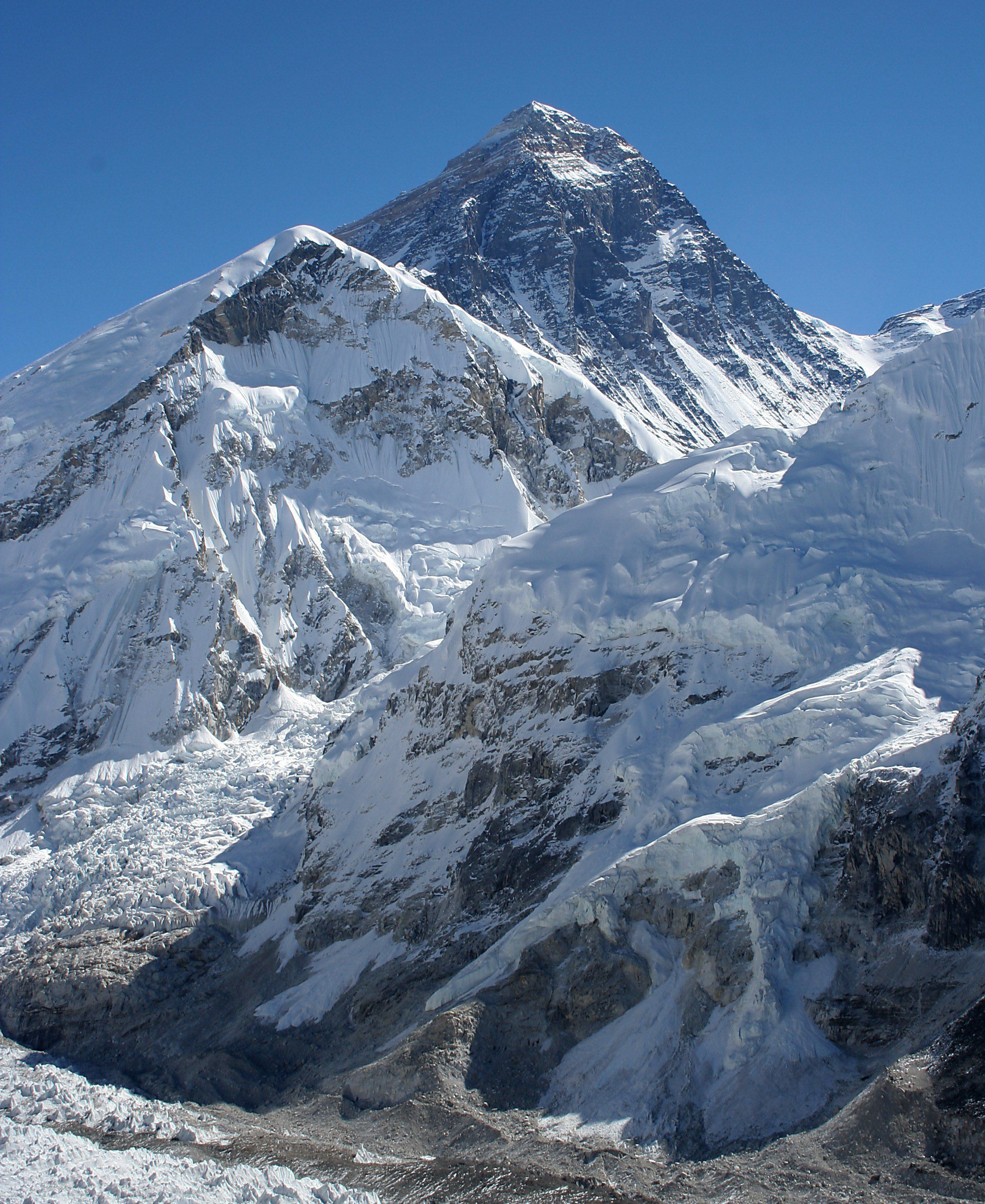
L'Everest, salito da Apa Sherpa per ventuno volte

Ha cominciato a lavorare come portatore a dodici anni per sostenere la famiglia dopo la morte del padre. Nel 1988 ha partecipato alla sua prima spedizione sull'Everest, e nel 1990 nel corso di una spedizione internazionale ne ha raggiunto per prima volta la cima. Sposato e con tre figli, oltre alla sua attività di alpinista Apa tiene delle conferenze in giro per il mondo in cui racconta le sue esperienze ed ascensioni.

### Ascensioni dell'Everest
| #  | Data            | Nome della spedizione                               |
| -- | --------------- | --------------------------------------------------- |
| 1  | 10 maggio 1990  | International                                       |
| 2  | 8 maggio 1991   | Sherpa Support/American Lhotse                      |
| 3  | 12 maggio 1992  | New Zealand                                         |
| 4  | 7 ottobre 1992  | Everest International                               |
| 5  | 10 maggio 1993  | American                                            |
| 6  | 10 ottobre 1994 | Everest International                               |
| 7  | 15 maggio 1995  | American On Sagarmatha                              |
| 8  | 26 aprile 1997  | Indonesian                                          |
| 9  | 20 maggio 1998  | EEE                                                 |
| 10 | 26 maggio 1999  | Asian-Trekking                                      |
| 11 | 24 maggio 2000  | Everest Environmental Expedition                    |
| 12 | 16 maggio 2002  | Swiss Everest 50th Anniversary Expedition 1952–2002 |
| 13 | 26 maggio 2003  | American Commemorative Expedition                   |
| 14 | 17 maggio 2004  | Dream Everest Expedition 2004                       |
| 15 | 31 maggio 2005  | Climbing for a cure                                 |
| 16 | 19 maggio 2006  | Team No Limit                                       |
| 17 | 16 maggio 2007  | Super Sherpas                                       |
| 18 | 22 maggio 2008  | The Eco Everest Expedition                          |
| 19 | 21 maggio 2009  | The Eco Everest Expedition                          |
| 20 | 22 maggio 2010  | The Eco Everest Expedition                          |
| 21 | 11 maggio 2011  | The Eco Everest Expedition                          |